# Paul Willis
Paul E. Willis (* 1945 in Wolverhampton) ist ein britischer Kultursoziologe und Anthropologe. Er war Professor für Ethnographie an der Keele University und ist seit 2010 an der Princeton University.

## Leben
Willis studierte an der Universität Birmingham, arbeitete am Centre for Contemporary Cultural Studies und an der Universität seiner Heimatstadt Wolverhampton. Er wurde im Vereinigten Königreich  als empirischer Sozialforscher durch die in seiner 1977 erschienenen Young-Lad-Studie („Learning to Labour: how working class kids get working class jobs“) präsentierte Sicht auf Widerständigkeiten herkömmlich-proletarischer junger Burschen gegenüber einer middle class-geprägten Lernkultur mit ihrer Zentralinstitution Schule bekannt. Seit Learning Labour gilt der Autor als einer der führenden Theoretiker der gegenwärtigen britischen Cultural Studies.
Später veröffentlichte Willis als Kulturethnograph unter anderem sowohl zur devianten Subkultur von Motorradfahrergangs und zur Popmusik als auch als Theoretiker zur allgemeinen Entwicklung der Alltagskultur im Vereinigten Königreich.
In seinen Studien und Forschungen verbindet Willis herkömmliche volkskundlich-empirische Ansätze als Zugänge zur Ethnographie kleiner Alltags- und Lebenswelten (im Sinne von Gottlieb Schnapper-Arndt) mit theoretischen Fragen und Perspektiven im reflexiv-sozialwissenschaftlichen Sinne (doppelte Hermeneutik).
Auf Deutsch gibt es bisher drei Bücher von Willis: Spaß am Widerstand (1979), Profane Culture (1981) und Jugend-Stile (1991). Der Erstling erschien 2013 unter dem Titel Spaß am Widerstand: Learning to Labour überarbeitet ein zweites Mal auf Deutsch.

## Willis und die „New Sociology of Education“
Ein besonderer Aspekt seines Wirkens ist die besondere Methodik und Perspektive, von der aus Paul Willis seine Cultural-Studies-Fallstudien zur Soziologie der Bildung und Erziehung, also einen bestimmten Teil seiner Feldforschungsarbeit, entfaltet:

„Im Gegensatz zur deutschen Bildungssoziologie gibt es in der angelsächsischen Szene auch interessante theoretische Kontroversen und so etwas wie einen Paradigmenwechsel. Seit Beginn der 70er Jahre spricht man im angelsächsischen Raum von einer New Sociology of Education und meint damit die Kritik an der positivistischen und funktionalistischen Bildungssoziologie. Diese Kritik hatte sich am Marxismus und der Kritischen Theorie orientiert und hat aber gleichzeitig als wesentliches Element für die Einbeziehung qualitativer Forschungsmethoden plädiert. Sie hat damit sowohl das theoretische Repertoire als auch das Methodenrepertoire erweitert. Beispielhaft für diese New Sociology of Education ist die immer noch spannende und lesenswerte Studie von Paul Willis „Learning to Labour“. Auf Deutsch unter dem etwas irreführenden Titel „Spaß am Widerstand“ erschienen. Darin schildert er die Strategien männlicher Arbeiterjugendlicher, im Widerstand gegen die mittelschichtorientierte Kultur der Schule (deswegen der deutsche Titel Spaß am Widerstand) ihre spätere Identität als Arbeiter bzw. als Mitglied der Arbeiterklasse zu entwickeln. Ich sehe übrigens in der Art, wie Willis die Reproduktion der (männlichen) Arbeiterklasse durch konkretes Handeln in der Schule beschreibt, ein frühes Beispiel für das, was später als „Dualität von Struktur und Handlung“ unter dem Trademark Anthony Giddens gehandelt wird.“